# Medborgare mot EMU
Medborgare mot EMU var den borgerliga organisation som kampanjade för ett nej i folkomröstningen om införande av euron som hölls i Sverige 2003. 
Ordförande var Margit Gennser, tidigare riksdagsledamot (m) som också grundade organisationen tillsammans med Björn von der Esch (kd), Sven Bergström (c) och Rolf Englund (m). Kampanjchef var Erik Lakomaa.
Kända medlemmar var Lars Wohlin, före detta riksbankschef, Rune Andersson, styrelseordförande för Elektrolux, Per-Olof Eriksson, styrelseledamot Volvo, Sture Eskilsson, grundare av Timbro, Sven Hagströmer, Hagströmer & Qviberg AB, Birgitta Swedenborg, Erik Lakomaa, Svante Nycander, före detta chefredaktör Dagens Nyheter, Staffan Ahlberg, VD IBS, Dag Tigerskiöld, styrelseordförande Skanditek och Mattias Svensson, idéproducent på Timbro.
Medborgare mot EMU finansierades huvudsakligen via det statliga stödet till folkomröstningskampanjerna, samt via bidrag från finansmännen Rune Andersson och Sven Hagströmer.